# Elkader
Elkader är en stad i den amerikanska delstaten Iowa med en yta av 3,6 km² och en folkmängd, som uppgår till 1 273 invånare (2010). Elkader är administrativ huvudort i Clayton County.

## Kända personer från Elkader
- Asle Gronna, politiker